# Parc national de Ntokou-Pikounda
Le parc national de Ntokou-Pikounda est une aire protégée d'environ 4 572 km2, créée le 28 décembre 2012 et s'étendant dans le bassin du Congo, au Nord de la république du Congo. Bordant les départements de la Sangha et de la Cuvette centrale, il est surtout connu comme le Green Abyss de J. Michael Fay (en).

## Histoire
Ce parc a été créé pour préserver la faune, l'habitat primitif de 15 000 gorilles après la validation du processus de création d'une aire protégée par le gouvernement congolais en collaboration avec de la WCS.

## Structure
Le parc Ntokou-Pikounda héberge une population de 8 000 éléphants et 950 chimpanzés.
Les villages et les villes proches du parc ont une population combinée de 25 000 à 30 000 personnes et peu de services existent pour les touristes.